# Nagina
Nagina là một thành phố và là nơi đặt ban đô thị (municipal board) của quận Bijnor thuộc bang Uttar Pradesh, Ấn Độ.

## Địa lý
Nagina có vị trí 29°27′B 78°27′Đ / 29,45°B 78,45°Đ Nó có độ cao trung bình là 222 mét (728 feet).

## Nhân khẩu
Theo điều tra dân số năm 2001 của Ấn Độ, Nagina có dân số 71.310 người. Phái nam chiếm 53% tổng số dân và phái nữ chiếm 47%. Nagina có tỷ lệ 49% biết đọc biết viết, thấp hơn tỷ lệ trung bình toàn quốc là 59,5%: tỷ lệ cho phái nam là 53%, và tỷ lệ cho phái nữ là 44%. Tại Nagina, 18% dân số nhỏ hơn 6 tuổi.